# محوطه امامزاده لنگر
محوطه امامزاده لنگر مربوط به سده‌های متاخر دوران‌های تاریخی پس از اسلام است و در شهرستان مانه و سملقان، بخش سملقان، دهستان قاضی، روستای لنگر واقع شده و این اثر در تاریخ ۱۵ دی ۱۳۸۷ با شمارهٔ ثبت ۲۴۲۳۰ به‌عنوان یکی از آثار ملی ایران به ثبت رسیده است.